# What Is Love? (bài hát của Hồ Ngọc Hà)
What Is Love? là một đĩa đơn của nữ ca sĩ Hồ Ngọc Hà. Sau khi nhận được nhiều sự đón nhận từ video ca nhạc ra mắt vào ngày 14 tháng 8 năm 2015 tại kênh YouTube chính thức của mình, Hồ Ngọc Hà chính thức phát hành bản audio vào ngày 13 tháng 9 năm 2015. Ca khúc được sáng tác bởi nhạc sĩ Kiên Trần và được Hoàng Touliver phối mới với chất nhạc cá tính và thời thượng với RnB Dance pha lẫn EDM. Đây cũng là lần đầu tiên trong sự nghiệp của mình chính Hồ Ngọc Hà viết lời.

## Sản xuất

### Dòng nhạc EDM
Hồ Ngọc Hà là một trong các nữ ca sĩ có nhiều phát triển dòng nhạc EDM tại thị trường âm nhạc Việt Nam. Hà chọn lựa bản phối, hướng vũ đạo và những đoạn cao trào bắt tai. Hà đi tiên phong về dòng nhạc này, khó ai có thể vượt qua Hà Hồ trong việc thể hiện chất nhạc EDM. Qua What is love?, Hà phát huy tối đa sở trường của Hà khi phối RnB Dance cùng với EDM, tạo nên một bản phối dễ gây nghiện, tạo nền để Hà khoe vũ đạo nóng bỏng.

### Vũ đạo
Song song với việc tạo một bản phối bắt tai, Hồ Ngọc Hà còn chăm chút hình thức biểu diễn, Hà thể hiện tối đa tinh thần của ca khúc bằng sự cuốn hút riêng khi đứng trên sân khấu. Với What is love? cô tiếp tục thể hiện khả năng vũ đạo chuyên nghiệp cùng đôi chân dài miên man của nữ ca sĩ này. Về vũ đạo, nữ ca sĩ nhờ đến biên đạo Tô Lâm, MV mang những màn nhảy múa nóng bỏng, vô cùng sexy, đẹp mắt. "Tôi chọn Tô Lâm với mong muốn mang đến chất 'điên' và táo bạo nhất cho MV này"-Hà Hồ nói. Hà cực kỳ quan tâm đến phần vũ đạo trong dự án lần này. Bằng chứng là cô tập luyện không ngừng nghỉ cùng với các vũ công trong những tổ hợp động tác đòi hỏi chuyên môn cao để tạo điểm nhấn mới lạ và cuốn hút riêng. Trong MV, có cảnh nữ ca sĩ mặc đồ quyến rũ, khoe đôi chân dài thon thả, miên man bên cạnh các nữ vũ công. Đây là các vũ công từng tham gia trong nhiều MV của Hồ Ngọc Hà. Họ cũng là những trợ thủ đắc lực nhất cho cô trong nhiều sự kiện với những tiết mục được đầu tư công phu về vũ đạo. MV cũng thể hiện sở trường riêng cá nhân Hồ Ngọc Hà trong dance. Trong MV, Hồ Ngọc Hà xây dựng hình ảnh quyến rũ, mạnh mẽ và đầy sức sống.

### Phong cách thời trang
Một trong các nhân tố tạo nên "thương hiệu" Hồ Ngọc Hà trong âm nhạc là phong cách thời trang. Cô luôn đẹp từ giọng hát đến hình thức biểu diễn. Trong sản phẩm lần này, Hà chăm chút kĩ lưỡng hơn trong tạo hình, chọn phong cách thời trang quyến rũ, nhiều màu sắc tươi trẻ nhưng vẫn rất thời thượng.
Nhà thiết kế Lý Quí Khánh thiết kế trang phục cho cô trong dự án, anh đã mạnh dạn mang đến những "bộ cánh" táo bạo về ý tưởng, màu sắc. Hà đã đầu tư 6 bộ trang phục rất cá tính trong MV, với những phong cách khác nhau: ngọt ngào, quyến rũ, trẻ trung, gợi cảm,...Không chỉ có trang phục, Hà cũng trở nên chăm chút hơn trong việc trang điểm, làm những kiểu tóc sành điệu và thời thượng.

### Ý nghĩa nội dung
—Hồ Ngọc Hà
So với các sản phẩm trước của cô, What is love? phần nào thể hiện rõ hơn nội dung về những cảm xúc đặc biệt trong tình yêu của những người trẻ tuổi: mộc mạc, chân chất, đơn giản, sâu sắc. Tình cảm dựa trên những tâm tư, cảm xúc của nhạc sĩ Kiên Trần khi đồng cảm trước những câu chuyện tình của người trẻ tuổi.

### Đầu tư dàn dựng
MV do ê kíp của đạo diễn Uyên Thư thực hiện với MV mang màu sắc tươi sáng, rực rỡ. Bối cảnh được thiết kế rất công phu. MV của Hà luôn ghi điểm về chất nhạc, phong cách hay vũ đạo, gây sức hút mạnh về cách dàn dựng ý tưởng. Những sản phẩm của Hà luôn được đánh giá là trau chuốt tới mức tỉ mỉ. Trong sản phẩm mới lần này, Hà gây sốc hơn khi tiết lộ kinh phí "khủng" dành cho MV này, và việc chuẩn bị trong 3 ngày liên tục. Có thể thấy trong teaser vừa "nhá hàng", bối cảnh của What is love? rất nhiều màu sắc, gam màu tươi vui, rực rỡ.

## Phát hành
—Dương Triệu Vũ viết trên trang cá nhân
Bài hát được đón nhận nồng nhiệt từ khán giả tại Bài hát yêu thích, trong tháng 8 năm 2015 và trong Chung kết Giọng hát Việt năm 2015. Trong vai trò ca sĩ khách mời đêm trao giải Giọng hát Việt ngày 20 tháng 9 năm 2015, Hà đã thể hiện hit "What Is Love?" với bản phối mới với vũ đạo được dựng lại theo phong cách thể thao khỏe khoắn, gợi cảm và nóng bỏng. Hà mặc bộ váy màu đỏ - đen ngắn bó sát thân, khoe đôi chân dài quyến rũ. Cô còn thực hiện động tác trồng cây chuối để khoe những đường cong vô cùng gợi cảm khiến bên dưới mọi người hò hét không ngừng.
Hà Hồ chiếm lĩnh vị trí quán quân ở hạng mục MV với What Is Love? trong tuần 34 của Zing Mp3.
Lúc 17h ngày 14 tháng 8, Hồ Ngọc Hà tung MV "What is love" ngay lập tức đã tạo nên một "cơn sốt" trên mạng xã hội. Chỉ trong vòng một giờ ra mắt, MV đạt 50.000 lượt xem trên YouTube và rất nhiều lượt chia sẻ trên internet. MV không chỉ thu hút sự chú ý và khen ngợi của khán giả, mà còn được nhiều ca sĩ đồng nghiệp của cô khen ngợi.

## Danh sách bài hát
| What is Love? — Single Album | What is Love? — Single Album | What is Love? — Single Album | What is Love? — Single Album | What is Love? — Single Album |
| STT                          | Nhan đề                      | Sáng tác                     | Hòa âm                       | Thời lượng                   |
| ---------------------------- | ---------------------------- | ---------------------------- | ---------------------------- | ---------------------------- |
| 1.                           | "What Is Love?"              | Hồ Ngọc Hà Kiên Trần         | Hoàng Touliver               | 3:57                         |
| 2.                           | "Em đi tìm anh"              | Châu Đăng Khoa               | SlimV                        | 4:33                         |
| 3.                           | "Chơi vơi"                   | Phương Uyên Thiều Bảo Trang  |                              | 6:39                         |